# 奇亞爾哈奇山
17°19′36″S 69°23′0″W / 17.32667°S 69.38333°W
奇亞爾哈奇山（Ch'iyar Jaqhi），是玻利維亞的山峰，位於該國西部拉巴斯省的何塞馬努埃爾潘多省，處於拉拉姆卡瓦山、維拉科柳山和阿帕切塔山東南面、塞爾克火山西北面，屬於安第斯山脈的一部分，海拔高度4,720米。
- . INE, Bolivia.   [November 7, 2014]. （原始内容存档于2014年11月6日）.